# Dijon Football Côte-d'Or 2019-2020 (femminile)
Questa voce raccoglie le informazioni riguardanti il Dijon Football Côte-d'Or nelle competizioni ufficiali della stagione 2019-2020.

## Divise e sponsor
La grafica era la stessa utilizzata dalla squadra maschile del Digione. Main sponsor era Groupe Roger Martin, azienda operante nel settore movimento terra di Digione, mentre quello tecnico, forniture delle tenute da gioco era Lotto.
| Casa | Trasferta | 3ª divisa |

## Organigramma societario
Area tecnica
- Allenatore: Yannick Chandioux
- Vice allenatore: Pierre-Alain Picard
- Preparatore dei portieri: Pierre-Henry Coulon
- Preparatore atletico: Allex Humbertclaude
- Medico sociale: Marie Chevillard

## Rosa
Rosa, ruoli e numeri di maglia tratti dal sito societario e Footofeminin.fr.
| N. |                    | Ruolo | Calciatrice         |
| -- | ------------------ | ----- | ------------------- |
|    | Francia (bandiera) | P     | Émmeline Mainguy    |
|    | Francia (bandiera) | D     | Alexia Trevisan     |
|    | Francia (bandiera) | D     | Léna Goetsch        |
|    | Francia (bandiera) | D     | Laura Magnin-Feysot |
|    | Brasile (bandiera) | A     | Carol Baiana        |
|    | Francia (bandiera) | C     | Solène Barbance     |
|    | Francia (bandiera) | C     | Léa Declercq        |
|    | Francia (bandiera) | A     | Laura Bouillot      |
|    | Francia (bandiera) | C     | Ophélie Cuynet      |
|    | Francia (bandiera) | A     | Marina Josserand    |
|    | Francia (bandiera) | C     | Coline Stephen      |
|    | Francia (bandiera) | C     | Tatiana Solanet     |

| N. |                    | Ruolo | Calciatrice         |
| -- | ------------------ | ----- | ------------------- |
|    | Francia (bandiera) | D     | Noémie Carage       |
|    | Francia (bandiera) | P     | Mylène Chavas       |
|    | Francia (bandiera) | C     | Rose Lavaud         |
|    | Marocco (bandiera) | C     | Élodie Nakkach      |
|    | Francia (bandiera) | C     | Elise Bonet         |
|    | Francia (bandiera) | D     | Amanda Chaney       |
|    | Francia (bandiera) | D     | Pauline Dechilly    |
|    | Francia (bandiera) | D     | Océane Daniel       |
|    | Camerun (bandiera) | D     | Marie-Aurelle Awona |
|    | Francia (bandiera) | A     | Allison Blais       |
|    | Francia (bandiera) | C     | Élise Bussaglia     |

## Calciomercato

### Sessione estiva
| Acquisti | Acquisti         | Acquisti   | Acquisti   |
| R.       | Nome             | da         | Modalità   |
| -------- | ---------------- | ---------- | ---------- |
| D        | Pauline Dechilly | Metz       | definitivo |
| D        | Léna Goetsch     | Vendenheim | definitivo |
| C        | Solène Barbance  | Bordeaux   | definitivo |
| C        | Élise Bonet      | Rodez      | definitivo |
| C        | Rose Lavaud      | Bordeaux   | definitivo |
| A        | Carol Baiana     | Bordeaux   | definitivo |

| Cessioni | Cessioni       | Cessioni            | Cessioni   |
| R.       | Nome           | a                   | Modalità   |
| -------- | -------------- | ------------------- | ---------- |
| D        | Agathe Maetz   | Olympique Marsiglia | definitivo |
| C        | Kenza Dali     | West Ham            | definitivo |
| A        | Lindsey Thomas | Roma                | definitivo |

### Sessione invernale
| Acquisti | Acquisti          | Acquisti    | Acquisti   |
| R.       | Nome              | da          | Modalità   |
| -------- | ----------------- | ----------- | ---------- |
| D        | Genessee Puntigam | Vittsjö GIK | definitivo |

| Cessioni | Cessioni            | Cessioni   | Cessioni   |
| R.       | Nome                | a          | Modalità   |
| -------- | ------------------- | ---------- | ---------- |
| D        | Marie-Aurelle Awona | Madrid CFF | definitivo |

## Risultati

### Division 1

#### Girone di andata
| Arbitro: | Elbour |

|                                 |           |            |
| Thiney 38’ Soyer 42’ Catala 45’ | Marcatori | 85’ Carage |

| Arbitro: | Maubacq |

|  |           |                        |
|  | Marcatori | 43’, 68’ Shaw 76’ Sarr |

| Arbitro: | Elodie Coppola |

|                                                      |           |  |
| Nadim 36’ Baltimore 48’ Huitema 81’ Diani 85’ (rig.) | Marcatori |  |

| Arbitro: | Elbour |

|                                                                   |           |  |
| Dekker 48’ Puntigam 50’ Petermann 54’, 90’ Le Bihan 72’ Léger 78’ | Marcatori |  |

| Arbitro: | Vanderstichel |

|               |           |               |
| Bussaglia 82’ | Marcatori | 63’ Romanenko |

| Digione 20 ottobre 2019, ore 14:45 CEST 6ª giornata | Digione | 0 – 0 referto | Olympique Lione | Stadio Gaston Gérard (5 064 spett.)\| Arbitro: \| Soriano \| |
| Arbitro:                                            | Soriano |               |                 |                                                              |

| Angoulême 26 ottobre 2019, ore 14:30 CEST 7ª giornata | Soyaux  | 0 – 0 referto | Digione | Stadio Camille Lebon (469 spett.)\| Arbitro: \| Bartnik \| |
| Arbitro:                                              | Bartnik |               |         |                                                            |

| Arbitro: | Elbour |

|                                   |           |                   |
| Bussaglia 48’ (rig.) Barbance 84’ | Marcatori | 52’ (rig.) Wenger |

| Arbitro: | Catania |

|             |           |                      |
| Makanza 25’ | Marcatori | 29’ (rig.) Bussaglia |

| Arbitro: | Di Benedetto |

|              |           |  |
| Bussaglia 5’ | Marcatori |  |

| Arbitro: | Bartnik |

|               |           |                   |
| Oparanozie 9’ | Marcatori | 16’ (aut.) Gevitz |

#### Girone di ritorno
| Arbitro: | Victoria Beyer |

|                                |           |  |
| Renard 75’ van de Sanden 90+3’ | Marcatori |  |

| Arbitro: | Rochebilière |

|            |           |                                          |
| Lavaud 44’ | Marcatori | 28’, 65’ Cambot 49’ Cazeau 89’ Bourgouin |

| Arbitro: | Maubacq |

|              |           |  |
| Chatelin 54’ | Marcatori |  |

| Arbitro: | Guillemin |

|  |           |                                 |
|  | Marcatori | 5’ Sow 50’, 65’ Matéo 71’ Savin |

| Arbitro: | Di Benedetto |

|            |           |                         |
| Delabre 7’ | Marcatori | 6’ Rodrigues 86’ Lavaud |

| 14 marzo 2020, ore 14:30 CET 17ª giornata | Digione | – Annullata | Fleury |  |

| 28 marzo 2020, ore CET 18ª giornata | Digione | – Annullata | Paris Saint-Germain |  |

| Marsiglia 4 aprile 2020, ore --:-- CEST 19ª giornata | Olympique Marsiglia | – Annullata | Digione | Stade Paul Le Cesne |

| 18 aprile 2020, ore --:-- CEST 20ª giornata | Digione | – Annullata | Guingamp |  |

| 16 maggio 2020, ore --:-- CEST 21ª giornata | Digione | – Annullata | Montpellier |  |

| Reims 30 maggio 2020, ore --:-- CEST 22ª giornata | Stade Reims | – Annullata | Digione | Stadio Auguste Delaune |

### Coppa di Francia
| Arbitro: | Di Benedetto |

|  |           | |
|  | Marcatori | 12’, 23’, 35’, 39’, 48’, 58’ Rodrigues 14’, 52’ Declercq 25’, 85’ Barbance 50’ Lavaud 71’ (rig.) Solanet |

| Arbitro: | Beyer |

|  |           |                      |
|  | Marcatori | 24’ (rig.) Bussaglia |

| Arbitro: | Vanderstichel |

|  |           |                          |
|  | Marcatori | 51’ Cascarino 75’ Parris |

## Statistiche

### Statistiche di squadra
| Competizione     | Punti | In casa | In casa | In casa | In casa | In casa | In casa | In trasferta | In trasferta | In trasferta | In trasferta | In trasferta | In trasferta | Totale | Totale | Totale | Totale | Totale | Totale | DR  |
| Competizione     | Punti | G       | V       | N       | P       | Gf      | Gs      | G            | V            | N            | P            | Gf           | Gs           | G      | V      | N      | P      | Gf     | Gs     | DR  |
| ---------------- | ----- | ------- | ------- | ------- | ------- | ------- | ------- | ------------ | ------------ | ------------ | ------------ | ------------ | ------------ | ------ | ------ | ------ | ------ | ------ | ------ | --- |
| Division 1       | 14    | 7       | 2       | 2       | 3       | 5       | 13      | 9            | 3            | 1            | 5            | 5            | 19           | 16     | 3      | 5      | 8      | 10     | 32     | -22 |
| Coppa di Francia | -     | 1       | 0       | 0       | 1       | 0       | 2       | 2            | 2            | 0            | 0            | 13           | 0            | 3      | 2      | 0      | 1      | 13     | 2      | +11 |
| Totale           | -     | 8       | 2       | 2       | 4       | 5       | 15      | 11           | 5            | 1            | 5            | 18           | 19           | 19     | 5      | 5      | 9      | 23     | 34     | -11 |

### Andamento in campionato
| Giornata  | 1 | 2 | 3  | 4  | 5  | 6  | 7  | 8  | 9  | 10 | 11 | 12 | 13 | 14 | 15 | 16 | 17 | 18 | 19 | 20 | 21 | 22 |
| --------- | - | - | -- | -- | -- | -- | -- | -- | -- | -- | -- | -- | -- | -- | -- | -- | -- | -- | -- | -- | -- | -- |
| Luogo     | T | C | T  | T  | C  | C  | T  | C  | T  | C  | T  | T  | C  | T  | C  | T  | -  | -  | -  | -  | -  | -  |
| Risultato | P | P | P  | P  | N  | N  | N  | V  | N  | V  | N  | P  | P  | P  | P  | V  | -  | -  | -  | -  | -  | -  |
| Posizione | 7 | 9 | 11 | 12 | 12 | 11 | 11 | 10 | 10 | 9  | 8  | 9  | 10 | 10 | 10 | 9  | -  | -  | -  | -  | -  | -  |

Legenda:

Luogo: C = Casa; T = Trasferta. Risultato: V = Vittoria; N = Pareggio; P = Sconfitta.

### Statistiche delle giocatrici
| Giocatore    | Division 1 | Division 1 | Division 1  | Division 1 | Coppa di Francia | Coppa di Francia | Coppa di Francia | Coppa di Francia | Totale   | Totale | Totale      | Totale     |
| Giocatore    | Presenze   | Reti       | Ammonizioni | Espulsioni | Presenze         | Reti             | Ammonizioni      | Espulsioni       | Presenze | Reti   | Ammonizioni | Espulsioni |
| ------------ | ---------- | ---------- | ----------- | ---------- | ---------------- | ---------------- | ---------------- | ---------------- | -------- | ------ | ----------- | ---------- |
| M-A. Awona   | 7          | 0          | 0           | 0          | 1                | 0                | 0                | 0                | 8        | 0      | 0           | 0          |
| S. Barbance  | 16         | 1          | 0           | 0          | 2                | 2                | 0                | 0                | 18       | 3      | 0           | 0          |
| I. Barrier   | 5          | 0          | 0           | 0          | 0                | 0                | 0                | 0                | 5        | 0      | 0           | 0          |
| É. Bonet     | 9          | 0          | 2           | 0          | 2                | 0                | 0                | 0                | 11       | 0      | 2           | 0          |
| L. Bouillot  | 12         | 0          | 0           | 0          | 3                | 0                | 0                | 0                | 15       | 0      | 0           | 0          |
| N. Carage    | 7          | 1          | 0           | 0          | -                | -                | -                | -                | 7        | 1      | 0           | 0          |
| A. Chaney    | 3          | 0          | 0           | 0          | 1                | 0                | 0                | 0                | 4        | 0      | 0           | 0          |
| M. Chavas    | 5          | -13        | 0           | 0          | 3                | -2               | 0                | 0                | 8        | -15    | 0           | 0          |
| C. Corne     | -          | -          | -           | -          | -                | -                | -                | -                | -        | -      | -           | -          |
| O. Cuynet    | 13         | 0          | 7           | 0          | 1                | 0                | 0                | 0                | 14       | 0      | 7           | 0          |
| O. Daniel    | 7          | 0          | 0           | 0          | 1                | 0                | 0                | 0                | 8        | 0      | 0           | 0          |
| G. Daughetee | 2          | 0          | 0           | 0          | 1                | 0                | 0                | 0                | 3        | 0      | 0           | 0          |
| P. Dechilly  | 0          | 0          | 0           | 0          | 1                | 0                | 0                | 0                | 1        | 0      | 0           | 0          |
| L. Declercq  | 15         | 0          | 1           | 0          | 3                | 2                | 0                | 0                | 18       | 2      | 1           | 0          |
| L. Goetsch   | 15         | 0          | 2           | 0          | 2                | 0                | 0                | 0                | 17       | 0      | 2           | 0          |
| R. Lavaud    | 15         | 2          | 1           | 0          | 3                | 1                | 0                | 0                | 18       | 3      | 1           | 0          |
| É. Mainguy   | 11         | -19        | 0           | 0          | 0                | 0                | 0                | 0                | 11       | -19    | 0           | 0          |
| É. Nakkach   | 15         | 0          | 3           | 0          | 3                | 0                | 1                | 0                | 18       | 0      | 4           | 0          |
| C. Pinel     | 0          | 0          | 0           | 0          | -                | -                | -                | -                | 0        | 0      | 0           | 0          |
| C. Rodrigues | 13         | 1          | 2           | 0          | 3                | 6                | 1                | 0                | 16       | 7      | 3           | 0          |
| T. Solanet   | 16         | 0          | 1           | 0          | 3                | 1                | 0                | 0                | 19       | 1      | 1           | 0          |
| A. Soleilhet | 0          | 0          | 0           | 0          | -                | -                | -                | -                | 0        | 0      | 0           | 0          |
| C. Stephen   | 12         | 0          | 0           | 0          | 3                | 0                | 0                | 0                | 15       | 0      | 0           | 0          |
| A. Trevisan  | 8          | 0          | 0           | 0          | 3                | 0                | 1                | 0                | 11       | 0      | 1           | 0          |